# Брумфилд, Герберт
Ге́рберт Чарльз Бру́мфилд (англ. Herbert Charles Broomfield; 11 декабря 1878 — 1942) — английский футболист, вратарь.

## Футбольная карьера
Брумфилд выступал на позиции вратаря за клубы «Нортвич Виктория» и «Болтон Уондерерс». В апреле 1907 года перешёл из «Болтона» в «Манчестер Юнайтед». Основной вратарь клуба Гарри Могер был «в хорошей форме», и Брумфилд смог дебютировать в основном составе «Юнайтед» спустя почти год после своего трансфера, 21 марта 1908 года в игре против «Вулидж Арсенал». Всего в сезоне 1907/08 он провёл в воротах «Манчестер Юнайтед» 9 матчей, пропустив 10 голов и отстояв на ноль в одной игре (против «Манчестер Сити» 18 апреля).
В июле 1908 года перешёл из «Манчестер Юнайтед» в «Манчестер Сити». За «Сити» провёл один сезон 1908/09, сыграв в 4 матчах.
В 1910 году вернулся в «Манчестер Юнайтед», но за основную команду больше не играл, и покинул клуб в 1911 году.

## Профсоюзная деятельность
Герберт Брумфилд был участником Профсоюза футболистов Англии, организованного с участием его одноклубников по «Манчестер Юнайтед»: Билли Мередита, Чарли Робертса, Чарли Сэгара, Герберта Берджесса и Сэнди Тернбулла. Первое собрание профсоюза состоялось 2 декабря 1907 года в отеле «Империал» в Манчестере. Вскоре после этого, в начале 1908 года, Брумфилд получил должность секретаря профсоюза с полной занятостью и зарплатой в размере £150 в год, контракт с ним был заключен сроком на три года.

## Достижения
Манчестер Юнайтед
- Чемпион Первого дивизиона: 1907/08

## Статистика выступлений
| Клуб              | Сезон            | Турнир          | Лига | Лига | Кубки | Кубки | Итого | Итого |
| Клуб              | Сезон            | Турнир          | Игры | Голы | Игры  | Голы  | Игры  | Голы  |
| ----------------- | ---------------- | --------------- | ---- | ---- | ----- | ----- | ----- | ----- |
| Болтон Уондерерс  | 1902/03          | Первый дивизион | 5    | 0    | 0     | 0     | 5     | 0     |
| Болтон Уондерерс  | 1903/04          | Второй дивизион | 1    | 0    | 0     | 0     | 1     | 0     |
| Болтон Уондерерс  | 1904/05          | Второй дивизион | 13   | 0    | 0     | 0     | 13    | 0     |
| Болтон Уондерерс  | 1905/06          | Первый дивизион | 3    | 0    | 0     | 0     | 3     | 6     |
| Болтон Уондерерс  | 1906/07          | Первый дивизион | 6    | 0    | 0     | 0     | 6     | 0     |
| Болтон Уондерерс  | Итого            |                 | 28   | 0    | 0     | 0     | 28    | 0     |
| Манчестер Юнайтед | 1907/08          | Первый дивизион | 9    | 0    | 0     | 0     | 9     | 0     |
| Манчестер Юнайтед | Итого            |                 | 9    | 0    | 0     | 0     | 9     | 0     |
| Манчестер Сити    | 1908/09          | Первый дивизион | 4    | 0    | 0     | 0     | 4     | 0     |
| Манчестер Сити    | Итого            |                 | 4    | 0    | 0     | 0     | 4     | 0     |
| Всего за карьеру  | Всего за карьеру |                 | 41   | 0    | 0     | 0     | 41    | 0     |